# بابی دودز
بابی دودز (انگلیسی: Bobby Dodds؛ زادهٔ ۱ ژوئیهٔ ۱۹۲۳) بازیکن فوتبال اهل بریتانیا است.
از باشگاه‌هایی که در آن بازی کرده‌است می‌توان به باشگاه فوتبال دارلینگتون اشاره کرد.